# Корто, Альфред
Альфре́д Дени́ Корто́ (фр. Alfred Denis Cortot; 26 сентября 1877, Ньон — 15 июня 1962, Лозанна) — один из крупнейших пианистов Франции XX века, дирижёр и педагог. Специалист, прежде всего, по творчеству Шопена и Шумана. Как член жюри музыкальных конкурсов, повлиял на судьбы и предпочтения музыкального мира.

## Биография
Родился во франкоязычной части Швейцарии. Учился в Парижской консерватории у Эмиля Декомба и Луи Дьемера, был удостоен Гран-при в 1896 году. Как профессиональный пианист дебютировал в 1897 году, исполнив Третий фортепианный концерт Бетховена.
В 1898—1901 годах работал хормейстером и ассистентом дирижёра на Байрёйтском фестивале, а в 1902 году в Париже под его управлением состоялась премьера «Гибели богов» Вагнера. Ради того, чтобы слушатель смог познакомиться с «Парсифалем» Вагнера, бетховенской Торжественной мессой, «Немецким реквиемом» Брамса и новыми работами французских композиторов, организовал специальное концертное общество.
В 1905 году сформировал с Жаком Тибо и Пабло Казальсом трио, за которым утвердился авторитет ведущего фортепианного трио эпохи (и образца для всех времён). С 1907 по 1923 года преподавал в Парижской консерватории, среди его учеников — И. Лефебюр, В. Перлмутер, К. Хаскил. В 1919 году основал Нормальную школу музыки. Его курсы по музыкальной интерпретации вошли в легенду. Среди учеников школы — Э. Боши, Ш. Брюк, К. Энгель, Р. Левенталь, Д. Липатти, Дж. Ловенталь, П. Зальцман, М. Тальяферро, В. Лотар-Шевченко. В 1925 году осуществил первую в мире электроакустическую запись классической музыки — экспромт Шопена и «Литанию» Шуберта.
Во время Второй мировой войны поддерживал оккупацию Франции и режим Виши. Был членом Национального совета, неизбирательного совещательного органа правительства Виши. Выступал на спонсируемых нацистами концертах, служил Верховным комиссаром искусств Виши. По окончании оккупации был объявлен персоной нон грата.
Некоторые исследователи мотивируют поведение Корто его преданностью великой немецкой музыкальной культуре. Кроме того, его жена Клотильда Бреаль, дочь лингвиста Мишеля Бреаля, была еврейкой, а её двоюродная сестра Лиза Блох была замужем за Леоном Блюмом. Так или иначе, но Корто запретили в течение года любые публичные выступления, и его авторитет во Франции весьма пострадал, хотя других стран (в особенности Италии и Англии) это не коснулось, и он всегда оставался там музыкантом на особом счету.
Умер в 1962 году. Похоронен вместе с родителями, братом и сёстрами в коммуне Ле-Вийар (Сона и Луара).

## Творчество
Альфред Корто вошёл в историю музыки прежде всего как смелый интерпретатор Шопена и Шумана. Выпущенные им комментарии (редакции) к их произведениям не потеряли своего значения по сегодняшний день. Тем не менее иногда Корто допускал явные ляпы, обусловленные тем, что часто слишком полагался на свою память. Такая небрежность Корто входила в явный контраст с технической безупречностью его ученика и сподвижника Дину Липатти. Однако когда Корто был в ударе, он являл слушателям блестящую технику, искрящуюся нотным фейерверком, что свидетельствуется его легендарной записью Си-минорной сонаты Листа и «Этюдом в форме вальса» Сен-Санса.
Корто был также автором фортепианной тетради «Рациональные принципы фортепианной техники». Эта книга содержит много упражнений для пальцев, направленных на развитие различных технических аспектов игры. Первоначально книга была написана на французском языке, но с тех пор была переведена на многие языки.
Несмотря на некоторую техническую неровность исполнения, Альфред Корто всегда почитался как один из самых великих музыкантов столетия и символизировал собой как бы закат классической эпохи. Специалисты считают его последним образцом того личностного, субъективного стиля, который способен пренебрегать точной техникой ради целостности интуиции, яркости интерпретации и подлинности духа произведения. Позже такой подход был заменён тем современным «научным» способом игры, который помещает логику и точность в центр и ставит знак равенства между подлинностью исполнения и метрономической буквальной «интерпретацией» музыкального произведения. Всё же из глубины времени спускается завет Альфреда Корто: «Самое важное — давать волю воображению, вновь сотворяя сочинение. Это и есть интерпретация».